# Nazionale femminile di pallavolo della Corea del Sud
La nazionale femminile di pallavolo della Corea del Sud è una squadra asiatica ed oceaniana composta dalle migliori giocatrici di pallavolo della Corea del Sud ed è posta sotto l'egida della Federazione pallavolistica della Corea del Sud.

## Rosa
Segue la rosa delle giocatrici convocate per la Volleyball Nations League 2025.
| N° | Nome          | Ruolo | Data di nascita  | Squadra           |
| -- | ------------- | ----- | ---------------- | ----------------- |
| 2  | Lee Ju-ah     | C     | 21 agosto 2000   | IBK Altos         |
| 3  | Kim Da-in     | P     | 15 ottobre 1998  | Hyundai Hillstate |
| 4  | Han Da-hye    | L     | 28 febbraio 1995 | AI Peppers        |
| 5  | Lee Jua       | S     | 12 luglio 2006   | GS Caltex Seoul   |
| 7  | Kim Da-eun    | P     | 1º luglio 2006   | Korea Expressway  |
| 10 | Park Sa-rang  | P     | 26 agosto 2003   | AI Peppers        |
| 11 | Yuk Seo-young | S     | 9 giugno 2001    | IBK Altos         |
| 12 | Lee Da-hyeon  | C     | 11 novembre 2001 | Pink Spiders      |
| 13 | Kim Se-been   | C     | 16 giugno 2005   | Korea Expressway  |
| 14 | Jeong Yun-ju  | S     | 14 aprile 2003   | Pink Spiders      |
| 15 | Lee Seon-woo  | S     | 12 luglio 2002   | Red Sparks        |
| 17 | Jung Ho-young | C     | 23 agosto 2001   | Red Sparks        |
| 47 | Han Su-jin    | L     | 2 luglio 1999    | GS Caltex Seoul   |
| 71 | Moon Ji-yun   | O     | 25 luglio 2000   | Pink Spiders      |
| 97 | Kang So-hwi   | S     | 18 luglio 1997   | Korea Expressway  |

## Risultati

### Competizioni FIVB
| 1964 | 6º posto        | Convocazioni |
| 1968 | 5º posto        | Convocazioni |
| 1972 | 4º posto        | Convocazioni |
| 1976 | 3º posto        | Convocazioni |
| 1980 | non qualificata | -            |
| 1984 | 5º posto        | Convocazioni |
| 1988 | 8º posto        | Convocazioni |
| 1992 | non qualificata | -            |
| 1996 | 6º posto        | Convocazioni |
| 2000 | 8º posto        | Convocazioni |
| 2004 | 5º posto        | Convocazioni |
| 2008 | non qualificata | -            |
| 2012 | 4º posto        | Convocazioni |
| 2016 | 5º posto        | Convocazioni |
| 2020 | 4º posto        | Convocazioni |
| 2024 | non qualificata | -            |

| 1952 | non qualificata | -            |
| 1956 | non qualificata | -            |
| 1960 | non qualificata | -            |
| 1962 | non qualificata | -            |
| 1967 | 3º posto        | Convocazioni |
| 1970 | non qualificata | -            |
| 1974 | 3º posto        | Convocazioni |
| 1978 | 4º posto        | Convocazioni |
| 1982 | 7º posto        | Convocazioni |
| 1986 | 8º posto        | Convocazioni |
| 1990 | 5º posto        | Convocazioni |
| 1994 | 4º posto        | Convocazioni |
| 1998 | 9º posto        | Convocazioni |
| 2002 | 6º posto        | Convocazioni |
| 2006 | 13º posto       | Convocazioni |
| 2010 | 13º posto       | Convocazioni |
| 2014 | non qualificata | -            |
| 2018 | 17º posto       | Convocazioni |
| 2022 | 19º posto       | Convocazioni |

| 2018 | 12º posto | Convocazioni |
| 2019 | 15º posto | Convocazioni |
| 2021 | 15º posto | Convocazioni |
| 2022 | 16º posto | Convocazioni |
| 2023 | 16º posto | Convocazioni |
| 2024 | 15º posto | Convocazioni |
| 2025 | 18º posto | Convocazioni |

| 1973 | 3º posto        | Convocazioni |
| 1977 | 3º posto        | Convocazioni |
| 1981 | 5º posto        | Convocazioni |
| 1985 | 7º posto        | Convocazioni |
| 1989 | 7º posto        | Convocazioni |
| 1991 | 6º posto        | Convocazioni |
| 1995 | 5º posto        | Convocazioni |
| 1999 | 4º posto        | Convocazioni |
| 2003 | 9º posto        | Convocazioni |
| 2007 | 8º posto        | Convocazioni |
| 2011 | 9º posto        | Convocazioni |
| 2015 | 6º posto        | Convocazioni |
| 2019 | 6º posto        | Convocazioni |
| 2023 | non qualificata | -            |

### Competizioni AVC
| 1975 | 2º posto | Convocazioni |
| 1979 | 3º posto | Convocazioni |
| 1983 | 3º posto | Convocazioni |
| 1987 | 3º posto | Convocazioni |
| 1989 | 2º posto | Convocazioni |
| 1991 | 3º posto | Convocazioni |
| 1993 | 3º posto | Convocazioni |
| 1995 | 2º posto | Convocazioni |
| 1997 | 2º posto | Convocazioni |
| 1999 | 2º posto | Convocazioni |
| 2001 | 2º posto | Convocazioni |
| 2003 | 3º posto | Convocazioni |
| 2005 | 4º posto | Convocazioni |
| 2007 | 4º posto | Convocazioni |
| 2009 | 4º posto | Convocazioni |
| 2011 | 3º posto | Convocazioni |
| 2013 | 3º posto | Convocazioni |
| 2015 | 2º posto | Convocazioni |
| 2017 | 3º posto | Convocazioni |
| 2019 | 3º posto | Convocazioni |
| 2023 | 6º posto | Convocazioni |

| 2008 | 2º posto | Convocazioni |
| 2010 | 3º posto | Convocazioni |
| 2012 | 6º posto | Convocazioni |
| 2014 | 2º posto | Convocazioni |
| 2016 | 8º posto | Convocazioni |
| 2018 | 6º posto | Convocazioni |
| 2022 | 9º posto | Convocazioni |

### Competizioni zonali
| 1962 | 2º posto | Convocazioni |
| 1966 | 2º posto | Convocazioni |
| 1970 | 2º posto | Convocazioni |
| 1974 | 2º posto | Convocazioni |
| 1978 | 3º posto | Convocazioni |
| 1982 | 3º posto | Convocazioni |
| 1986 | 3º posto | Convocazioni |
| 1990 | 2º posto | Convocazioni |
| 1994 | 1º posto | Convocazioni |
| 1998 | 2º posto | Convocazioni |
| 2002 | 2º posto | Convocazioni |
| 2006 | 5º posto | Convocazioni |
| 2010 | 2º posto | Convocazioni |
| 2014 | 1º posto | Convocazioni |
| 2018 | 3º posto | Convocazioni |
| 2022 | 5º posto | Convocazioni |

### Competizioni estinte
| 1993 | 5º posto        | Convocazioni |
| 1994 | 5º posto        | Convocazioni |
| 1995 | 5º posto        | Convocazioni |
| 1996 | 7º posto        | Convocazioni |
| 1997 | 3º posto        | Convocazioni |
| 1998 | 6º posto        | Convocazioni |
| 1999 | 6º posto        | Convocazioni |
| 2000 | 6º posto        | Convocazioni |
| 2001 | 7º posto        | Convocazioni |
| 2002 | non qualificata | -            |
| 2003 | 6º posto        | Convocazioni |
| 2004 | 11º posto       | Convocazioni |
| 2005 | 9º posto        | Convocazioni |
| 2006 | 9º posto        | Convocazioni |
| 2007 | non qualificata | -            |
| 2008 | non qualificata | -            |
| 2009 | 12º posto       | Convocazioni |
| 2010 | non qualificata | -            |
| 2011 | 9º posto        | Convocazioni |
| 2012 | 14º posto       | Convocazioni |
| 2013 | non qualificata | -            |
| 2014 | 9º posto        | Convocazioni |
| 2015 | non qualificata | -            |
| 2016 | non qualificata | -            |
| 2017 | 14º posto       | Convocazioni |

| 1993 | non qualificata | -            |
| 1997 | 6º posto        | Convocazioni |
| 2001 | 6º posto        | Convocazioni |
| 2005 | 6º posto        | Convocazioni |
| 2009 | 5º posto        | Convocazioni |
| 2013 | non qualificata | -            |
| 2017 | 6º posto        | Convocazioni |

| 1988 | ?               | -            |
| 1989 | ?               | -            |
| 1990 | 3º posto        | Convocazioni |
| 1991 | 5º posto        | Convocazioni |
| 1992 | 3º posto        | Convocazioni |
| 1993 | 3º posto        | Convocazioni |
| 1994 | 6º posto        | Convocazioni |
| 1995 | 5º posto        | Convocazioni |
| 1996 | 6º posto        | Convocazioni |
| 1998 | non qualificata | -            |
| 1999 | non qualificata | -            |
| 2000 | non qualificata | -            |
| 2001 | non qualificata | -            |
| 2002 | non qualificata | -            |
| 2003 | non qualificata | -            |
| 2004 | non qualificata | -            |
| 2005 | non qualificata | -            |
| 2006 | non qualificata | -            |
| 2007 | non qualificata | -            |
| 2008 | non qualificata | -            |
| 2009 | non qualificata | -            |
| 2010 | non qualificata | -            |
| 2011 | non qualificata | -            |
| 2013 | non qualificata | -            |
| 2014 | non qualificata | -            |
| 2015 | non qualificata | -            |
| 2016 | non qualificata | -            |
| 2017 | non qualificata | -            |
| 2018 | non qualificata | -            |
| 2019 | non qualificata | -            |

| 1996 | 4º posto | Convocazioni |